# Łazar Tiwanienko
Łazar Andriejewicz Tiwanienko (vel Tiwanienkow) (ur. 1908, zm. 7 sierpnia 1942) – funkcjonariusz NKWD, jeden z wykonawców zbrodni katyńskiej.
W 1931 wstąpił do WKP(b), a w 1932 do OGPU. Początkowo był strażnikiem komendantury Pełnomocnego Przedstawicielstwa (PP) OGPU obwodu zachodniego (później przemianowanego na obwód smoleński), od kwietnia 1934 kurier do spraw łączności operacyjnej PP OGPU tego obwodu. Od maja 1937 dyżurny komendant Komendantury Zarządu NKWD obwodu zachodniego/smoleńskiego. 26 X 1940 nagrodzony przez szefa NKWD Ławrientija Berię za udział w mordowaniu w Katyniu polskich oficerów - jeńców obozu w Kozielsku. Po ataku Niemiec na ZSRR w czerwcu 1941 powołany do Armii Czerwonej, został politrukiem batalionu 60. gwardyjskiego pułku strzeleckiego 20. Gwardyjskiej Dywizji Strzeleckiej. Zginął w walce.